# Войтєх Гржімали
Войтех Гржімалі, Адальберт Грімалі (чеськ. Vojtěch Hřímalý, Adalbert Hrimaly) (нар. 30 липня 1842 — пом. 15 червня 1908 — чеський композитор, скрипаль, диригент. Громадський та педагогічний діяч Герцогства Буковина.

## Біографія
Народився Войтех Гржімалі 30 листопада 1842 року у місті Пльзень, Богемське королівство у родині відомого чеського органіста Войтеха Гржімалі (батька), усі діти якого: Марія, Ян, Яромир та Богуслав Гржималі були відомими музикантами.
1861 року закінчив Празьку консерваторію за класом скрипки Моріца Мільднера.
Після закінчення навчання був концертмейстером оркестру в Роттердамському оперному театрі. Через рік переїхав у Гетеборг, де поряд з роботою в оркестрі місцевої опери, служив органістом, та тісно співпрацював з Бедржихом Сметаною, зокрема щодо організації публічних концертів.
У 1868 році Войтех Гржімалі повернувся до Чехії. Мешкаючи у Празі, був концертмейстером та керівником оркестру місцевого театру. Через розбіжності з його керівництвом, перейшов до Німецького театру у Празі, де був другим диригентом. Водночас, став президентом Празької Філармонії, у якій разом з Яном, Богуславом та Яромиром заснували «Струнний квартет братів Гржімалів».

### Чернівецький період
У 1875 році, на запрошення «Спілки сприяння музичному мистецтву на Буковині», музичний діяч переїжджає в Чернівці, де очолює вказане товариство, яке було фактично місцевою філармонією. Практично відразу В.Гржімалі активно долучився до організації будівництва сучасного спеціалізованого концертного залу. З нагоди початку робіт чеський композитор разом з поетом Ернстом-Рудольфом Нойбауером написали спільний твір «Хвала музиці». У грудні 1877 здали в експлуатацію будинок «Музичного товариства», який став центром мистецького життя Герцогства Буковина.
Прикметно, що того ж року Чернівецький театр вперше поставив оперу Войтеха Гржімалі — «Зачарований принц».
Завдяки своєму братові, Войтех Гржімалі налагодив контакти з митцями Російської імперії. На його запрошення у 1879 році до Чернівців вперше завітав піаніст, композитор і диригент Антон Рубінштейн, що стало справжньою подією в культурному житті краю, спровокувало жвавий інтерес громадськості до творів інших російських композиторів, сприяло подальшому розвитку творчих зв'язків.
Перебуваючи в Чернівцях, В.Гржімалі, поряд з тим, що сам був віртуозним виконавцем-інструменталістом, диригентом хору і оркестру, а також успішним керівником «Музичного товариства», активно займався педагогічною діяльністю. Зокрема, вів у музичній школі класи скрипки, фортепіано, співу і гармонії. Останні роки свого життя успішно викладав музику в Чернівецькому університеті. Войтех Гржімалі, як педагог, підготував цілу плеяду співаків, скрипалів, піаністів.
Діяльність В.Гржімалі залишила глибокий слід у музичному житті не лише Чернівців, а й усього краю. Місцеві українці з повагою і любов'ю ставились до свого брата-слов'янина, котрий завжди відповідав їм взаємністю. Не маючи змоги ввести до репертуару українські пісні, Войтех Гржімалі всіляко популяризував українську культуру, не раз брав участь у концертах національних товариств.
20 грудня 1883 року у Войтеха Гржімажі народився син — майбутній композитор і диригент Отакар Гржімалі.
Протягом 1897 року відбувались заходи з нагоди 20-річчя діяльності «Будинку Музичного товариства». Зокрема, у січні того року (через рік після прем'єри у Пльзень) Чернівецький міський театр поставив оперу Войтеха Гржімажі — «Швандя дудак». Вистава отримала схвальні відгуки публіки та критиків.
Того ж року, під час ювілейного концерту, підготовка до якого здійснювалась під керівництвом чеського митця, було виконано Дев'яту симфонію Бетховена та ряд інших творів. У рецензіях на концерт відзначалося, що виконання цієї симфонії колективом місцевого «Музичного товариства» було великим ризиком. І те, що виступ пройшов з таким успіхом є безперечним доказом високого мистецького рівня, досягнутого під орудою Войтеха Гржімалі.
У чернівецький період з-під пера композитора, крім опери «Швандя дудак», вийшли чотири кантати, «концерт для скрипки з оркестром» та інші твори.
Зарекомендував себе Войтех Гржімалі і як музичний критик, систематично друкуючись у місцевих та імперських періодичних виданнях. Крім того, він є автором книги «Тридцять років музики на Буковині 1874—1904».

### Останні роки життя
Починаючи з 1887 року Войтех Гржімалі періодично жив і працював у Львові.
Помер 15 червня 1908 року в місті Відень.